# Pardes Rimonim
El Pardes Rimonim (en hebreu: פרדס רימונים) (en català: hort de magranes) és un dels textos principals de la Càbala, va ser escrit en 1548 pel místic jueu Moisès Cordovero, a la ciutat de Safed, a Galilea.

## Història
Al segle xvi, la ciutat de Safed va veure la formació teòrica dels anteriors punts de vista, teosòfics i cabalístics. L'obra literària Pardes Rimonim va ser la primera exposició completa de la Càbala medieval, tot i que l'esquema d'influència racional va ser substituït pel posterior esquema mitològic del segle xvi del cabalista de Safed, Isaac Lúria.

## Contingut

### Introducció
Cordovero va indicar a la seva introducció que la seva obra està basada en les notes que va escriure durant el seu estudi del Zohar, el llibre fundacional de la Càbala. Cordovero va senyalar que va escriure el Pardes Rimonim, per no quedar confós i perdut en les profunditats del Zohar.

### Resum
L'obra és un resum enciclopèdic de la Càbala, que inclou un esforç per dilucidar tots els principis de la Càbala, tals com la doctrina de les sefirot, (les "emanacions"), els noms divins, la importància i el significat de l'alfabet hebreu, etcètera. El Pardes Rimonim va ser una de les obres cabalístiques més llegides i importants. Va ser considerat la base de la perspectiva cabalística fins que finalment va ser reemplaçat en favor de les obres del Rabí Isaac Lúria, un dels estudiants de Cordovero.

### Estructura
El Pardes Rimonim està format per 32 seccions, dividides en capítols. El llibre va ser publicat per primera vegada en la ciutat de Cracòvia en 1591. Una part va ser publicada amb el títol Asis Rimmonim, per Samuel Gallico, i comentaris posteriors sobre algunes parts de l'obra van ser escrits per Menachem Azaries da Fano, Mordechai Prszybram, i Isaïes Horowitz.

### Traduccions
L'obra literària original va ser traduïda parcialment al llatí per Bartolocci, per Joseph Ciantes (De Sanctissima Trinitate Contra Judæus, Roma, 1664), per Athanasius Kircher (Roma, 1652-54), i per Knorr von Rosenroth (Kabbala Denudata, Sulzbach, 1677).